# Crisis of Faith
Crisis of Faith ist das sechste Studioalbum der kanadischen Rockband Billy Talent. Es wurde am 21. Januar 2022 beim Label Spinefarm Records veröffentlicht. Als Produzent fungierte der Billy-Talent-Gitarrist Ian D’Sa. Das Album brachte fünf Singleauskopplungen hervor: „Forgiveness I + II“, „Reckless Paradise“, „I Beg to Differ (This Will Get Better)“, „End of Me“ (Feature mit Rivers Cuomo von Weezer) und „The Wolf“.

## Produktion
Am Album wirkten die Bandmitglieder Ben Kowalewicz (Gesang), Ian D’Sa (E-Gitarre, Hintergrundgesang, Produktion, Perkussion, Klavier, Synthesizer), Jon Gallant (Bass), Jordan Hastings (Schlagzeug, Perkussion) mit. Chris Lord-Alge und Rich Costey waren für das Mixing zuständig, Ted Jensen für das Mastering. Das Albumcover stammt von Ryan Quickfall.

## Titelliste
1. Forgiveness I + II
2. Reckless Paradise
3. I Beg To Differ (This Will Get Better)
4. The Wolf
5. Reactor
6. Judged
7. Hanging Out With All The Wrong People
8. End Of Me (feat. Rivers Cuomo)
9. One Less Problem
10. For You

## Rezeption

### Rezensionen
Beim Review-Aggregator Metacritic erreichte das Album 76 von 100 Punkten, was für „allgemein positive Bewertungen“ steht. Neil Z. Yeung von AllMusic.com lobte, die Band bleibe „ihrem Erfolgsrezept treu“ und biete „künstlerische Überraschungen“. Allmusic zählte das Album zu den „Favorite Rock Albums“ im Jahresrückblick 2022. Mark Sutherland von Kerrang wertete den Sound und die Stimmung des Albums als „unberechenbaren Flickenteppich“, lobte es jedoch als „erfinderisch, schlagkräftig und spaßig“ und vergab vier von fünf Punkten. Sputnikmusic.com kommentierte, das Album sei „nicht schlecht“, fühle sich im Vergleich zu früheren Alben der Band jedoch „abgekämpft, müde und verloren“ an.

### Chartplatzierungen
| ChartsChartplatzierungen | Höchstplatzierung | Wochen |
| ------------------------ | ----------------- | ------ |
| Deutschland (GfK)        | 1 (7 Wo.)         | 7      |
| Kanada (MC)              | 1 (11 Wo.)        | 11     |
| Österreich (Ö3)          | 2 (6 Wo.)         | 6      |
| Schweiz (IFPI)           | 1 (4 Wo.)         | 4      |